# Psalidognathus superbus
Psalidognathus superbus är en skalbaggsart som beskrevs av Fries 1833. Psalidognathus superbus ingår i släktet Psalidognathus och familjen långhorningar.
Artens utbredningsområde är:
- Panama.
- Venezuela.

Inga underarter finns listade i Catalogue of Life.

## Bildgalleri

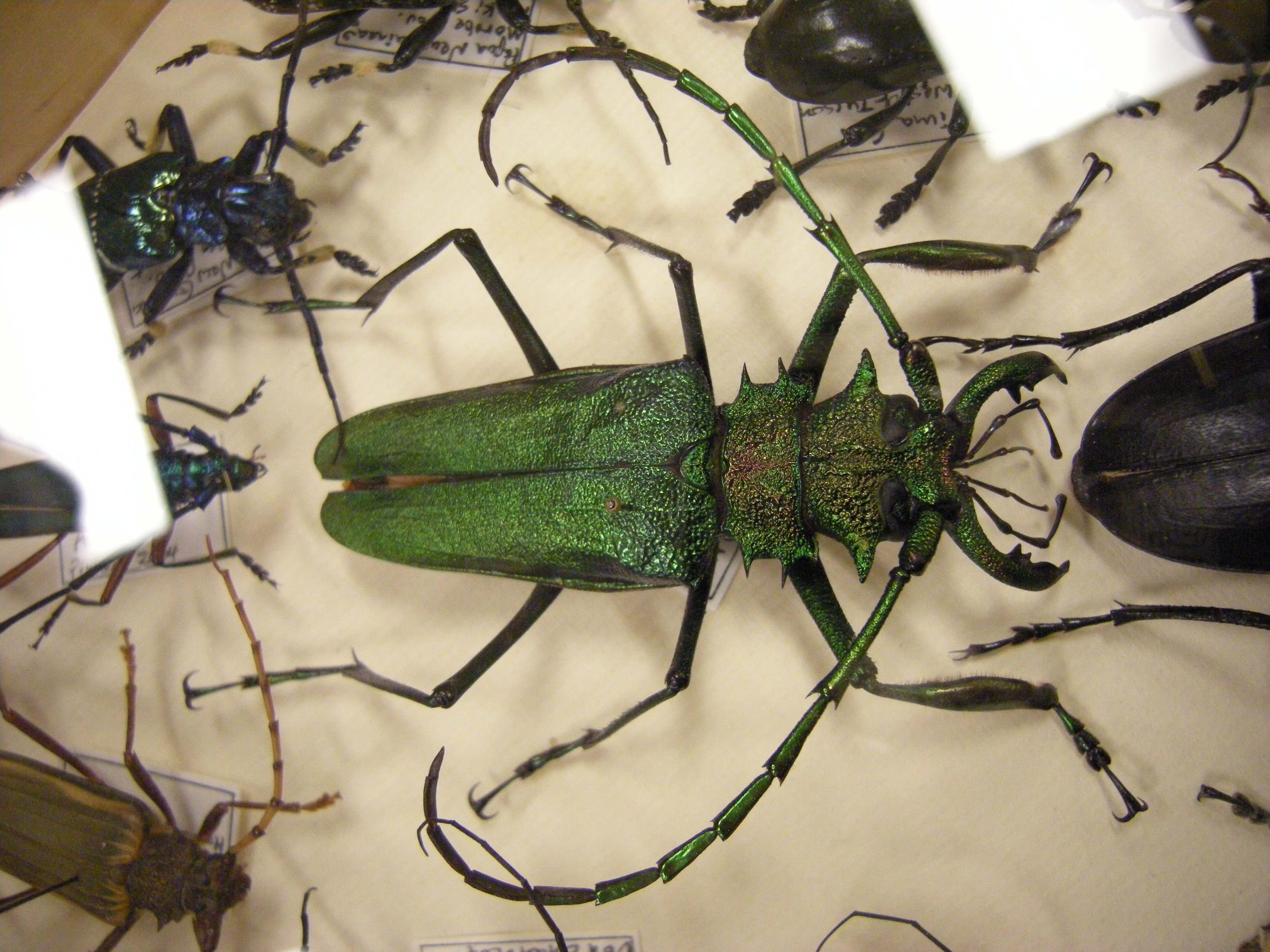